# Fogliano Redipuglia
Fogliano Redipuglia (friuli nyelven: Foian Redipulie, szlovénül: Foljan - Sredipolje) település Olaszországban, Friuli-Venezia Giulia régióban, Gorizia megyében. Lakosainak száma 2995 fő (2023. január 1.). Fogliano Redipuglia Gradisca d'Isonzo, Ronchi dei Legionari, San Pier d'Isonzo, Doberdò del Lago, Sagrado és Villesse községekkel határos.

## Népesség
A település lakossága az elmúlt években az alábbi módon változott:

| 2018 | 3 048 |
| 2023 | 2 995 |

## Az osztrák-magyar katonai temető
A Trieszt-Udine főút (A4-es autópálya) mellett fekvő Redipuglia egybeépült Fogliano-val, ahol az osztrák-magyar temető található. A legnagyobb európai és olasz első világháborús katonai emlékhely, a több mint százezer elesett olasz katona hamvait őrző redipugliai emlékmű közelében található foglianói osztrák-magyar katonai temető. A város nyugati részén emelkedő Sei Busi hegyen létesített olasz katonai emlékműtől és temetőtől alig néhány száz méternyire, a település polgári sírkertje mellett találjuk a Cimitero militare austro-ungerico-t, vagyis a monarchia első világháborús csapatainak katonai temetőjét. A bejárat fölött magyar nyelven is hirdetik, hogy osztrák-magyar katonatemető. A szabályos négyzet alaprajzú sírkertben 2550 névvel megjelölt és 12 ezer ismeretlen katona nyugszik.  A temetőbe a doberdói fennsíkon 1915 és 1918 között elhunyt katonákat temették. Tizenkét csata, másfélmilliónál is több halott, sebesült, vagy eltűnt katona – számokban ez a mérlege az első világháborús Isonzó-front harcainak.
A sírkert a nemzetközi egyezményeknek és kapcsolatoknak hála nagyon szépen gondozott. Az egységes kialakítású sírjeleken elhelyezett nemzetiszín szalagokat egyéni látogatók helyezik el, hiszen a temető szabadon látogatható. Hosszabban megállni a bejárattal szemben, az út túloldalán lévő parkolóban lehet.
Kívül két felirat - egy olasz és egy német nyelvű - emlékezteti a látogatókat arra, hogy ezt a helyet 1974-ben Stájerország tartományi kormánya és a Stájer Ifjú Tűzoltók önkéntesei állították helyre, majd 1989-ben az osztrák Fekete Kereszt Egyesület szervezte újjá. A bejárati ajtón jól olvasható az "Im Leben und im Tode" vereint, "Életben és halálban egyesülve" felirat.
Ha bejutottunk, egy ciprusokkal szegélyezett sugárúton keresztül sétálhatunk a nagy sírbolthoz, ahol 7000 ismeretlen katonát temettek el. A sír fölött kétnyelvű tábla emlékezik meg a hazájukért elesett katonákról. A sírkert főhelyén az ismeretlen katonák közös sírhelyénél emlékkő hirdeti: „Ebben a temetőben lelt végső békét az osztrák-magyar hadsereg hazáját szerető 14 550 elesett hőse. Itália testvéri szeretete helyezte őket itt örök nyugalomra".
A temető fennmaradó részén 2550 azonosított katona sírja található, amelyeket kis beton emlékkövek jelölnek. A kijárathoz visszasétálva, a körítőfal közelében két további közös sírhelyet láthatunk, amelyekben 5000 ismeretlen katona nyugszik.
A központi emlékműnél a falon elhelyezett márványtáblán pedig az alábbi felirat olvasható: „Ebben a temetőben lelt végső békét az osztrák-magyar hadsereg hazáját szerető 14550 elesett hőse, Itália testvéri szeretete helyezte őket itt örök nyugalomra. Emlékükre állíttatta Sopron Város Közössége. Támogató: NCA"
Mellette egy kopjafa, két felirattal:
„A magyar honfoglalás millecentenáriumának évében emeltette az I. világháborúban áldozatul elesettek emlékére / Győrság Község Önkormányzata és Isonzó Baráti Köre. Béke poraikra!”
„Hősi halottaink ezrei alusszák örök álmukat e harctereken, akikkel a kegyelet jelét mutatjuk azzal, hogy sírjaik helyét megjelöljük. „Pajtás, húzódj csak erre közelebb. / A golyó ott a földet mind kivágta. / Jobb lesz nekem a te fekvőhelyed - / A kicsi fiad ne várjon hiába.” (Részlet Gyóni Géza: Vasárnap a sáncon című verséből.) Honvédség és Társadalom Baráti Kör Székesfehérvári Szervezete”
2014. szeptember 13-án Ferenc pápa felkereste a temetőt, ahová egyedül lépett be és csendes imát mondott.